# Maya Caldwell
Maya Denise Caldwell (ur. 15 grudnia 1998 w Charlotte) – amerykańska koszykarka, występująca na pozycji rzucającej, od 2024 zawodniczka Atlanty Dream.
11 lipca 2024 zawarła kolejna w karierze umowę z Atlantą Dream. 

## Osiągnięcia
Stan na 20 czerwca 2025, na podstawie, o ile nie zaznaczono inaczej.

### NCAA
- Uczestniczka rozgrywek turnieju NCAA (2018, 2021)
- Zaliczona do:
  - I składu turnieju SEC (2021)
  - składu SEC Academic Honor Roll (2020, 2021)

### WNBA
- Liderka WNBA w skuteczności rzutów za 3 punkty (2022 – 56,3%)[3]